# چاه اسماعیل (میناب)
چاه اسماعیل، روستایی در دهستان گوربند بخش مرکزی شهرستان میناب در استان هرمزگان ایران است.

## جمعیت
بر پایه سرشماری عمومی نفوس و مسکن در سال ۱۳۹۵، جمعیت این روستا برابر با ۲٬۵۸۵ نفر (۷۱۶ خانوار) بوده‌است.